# Krążowniki projektu 26
Krążowniki projektu 26 – radzieckie krążowniki z okresu II wojny światowej i zimnej wojny, znane także jako typ Kirow. Zbudowano sześć okrętów, które nieznacznie się między sobą różniły, co wynikało z ciągłego wprowadzania zmian w pierwotnym projekcie. Ostatnie cztery okręty określane są jako Projekt 26bis, lub od pierwszego okrętu serii jako typ Maksim Gorki. Pierwszy okręt wszedł do służby w 1938 roku, wszystkie przetrwały II wojnę światową.

## Historia
Po rewolucji październikowej w ZSRR nie można było zbudować samodzielnie dużych okrętów, m.in. z powodu braku specjalistycznych kadr. Władze radzieckie w takiej sytuacji zdecydowały się zakupić dokumentację techniczną lekkich krążowników we włoskiej stoczni Ansaldo. W stosunku do pierwowzoru w projekcie wprowadzono liczne zmiany, m.in. zwiększono liczbę dział kaliber 180 mm z sześciu do dziewięciu. 
Budowa pierwszego okrętu – „Kirowa” – rozpoczęła się w październiku 1935 roku w leningradzkiej Stoczni Bałtyckiej. Po zbudowaniu dwóch okrętów w projekcie wprowadzono zmiany, wzmocniono opancerzenie i uzbrojenie, przez co nastąpił wzrost ich wyporności. Okręty budowane dla Floty Oceanu Spokojnego powstawały w dalekowschodniej stoczni Amurskij Sudostroitielnyj Zawod, z komponentów wyprodukowanych w Stoczni Bałtyckiej. 

## Zbudowane okręty
| Nazwa         | Stocznia                         | Rozpoczęcie budowy | Data wodowania | Wejście do służby | Flota                   | Los okrętu     |
| Projekt 26    | Projekt 26                       | Projekt 26         | Projekt 26     | Projekt 26        | Projekt 26              | Projekt 26     |
| ------------- | -------------------------------- | ------------------ | -------------- | ----------------- | ----------------------- | -------------- |
| Kirow         | Stocznia Bałtycka w Leningradzie | 22.10.1935         | 30.11.1936     | 26.09.1938        | Flota Bałtycka          | Złomowany 1975 |
| Woroszyłow    | Stocznia Marynarki w Mikołajowie | 15.10.1935         | 28.06.1937     | 20.06.1940        | Flota Czarnomorska      | Złomowany 1973 |
| Projekt 26bis |                                  |                    |                |                   |                         |                |
| Maksim Gorki  | Stocznia Bałtycka w Leningradzie | 20.12.1936         | 30.04.1938     | 12.12.1940        | Flota Bałtycka          | Złomowany 1959 |
| Mołotow       | Stocznia Marynarki w Mikołajowie | 14.01.1937         | 04.12.1939     | 14.06.1941        | Flota Czarnomorska      | Złomowany 1972 |
| Kalinin       | Stocznia Amur                    | 12.06.1938         | 08.05.1942     | 31.12.1942        | Flota Oceanu Spokojnego | Złomowany 1963 |
| Kaganowicz    | Stocznia Amur                    | 26.08.1938         | 07.05.1944     | 08.02.1947        | Flota Oceanu Spokojnego | Złomowany 1960 |